# Estadio Rod Carew
Het Estadio Rodney Carew is een multifunctioneel stadion in Panama-Stad, de hoofdstad van Panama. 
Het stadion wordt vooral gebruikt voor honkbalwedstrijden, de honkbalclub CB Panamá Metro maakt gebruik van dit stadion. In het stadion is plaats voor 27.000 toeschouwers. Het stadion werd geopend in 1999.